# Beechcraft Staggerwing
 (avril 2018).
Si vous disposez d'ouvrages ou d'articles de référence ou si vous connaissez des sites web de qualité traitant du thème abordé ici, merci de compléter l'article en donnant les références utiles à sa vérifiabilité et en les liant à la section « Notes et références ».

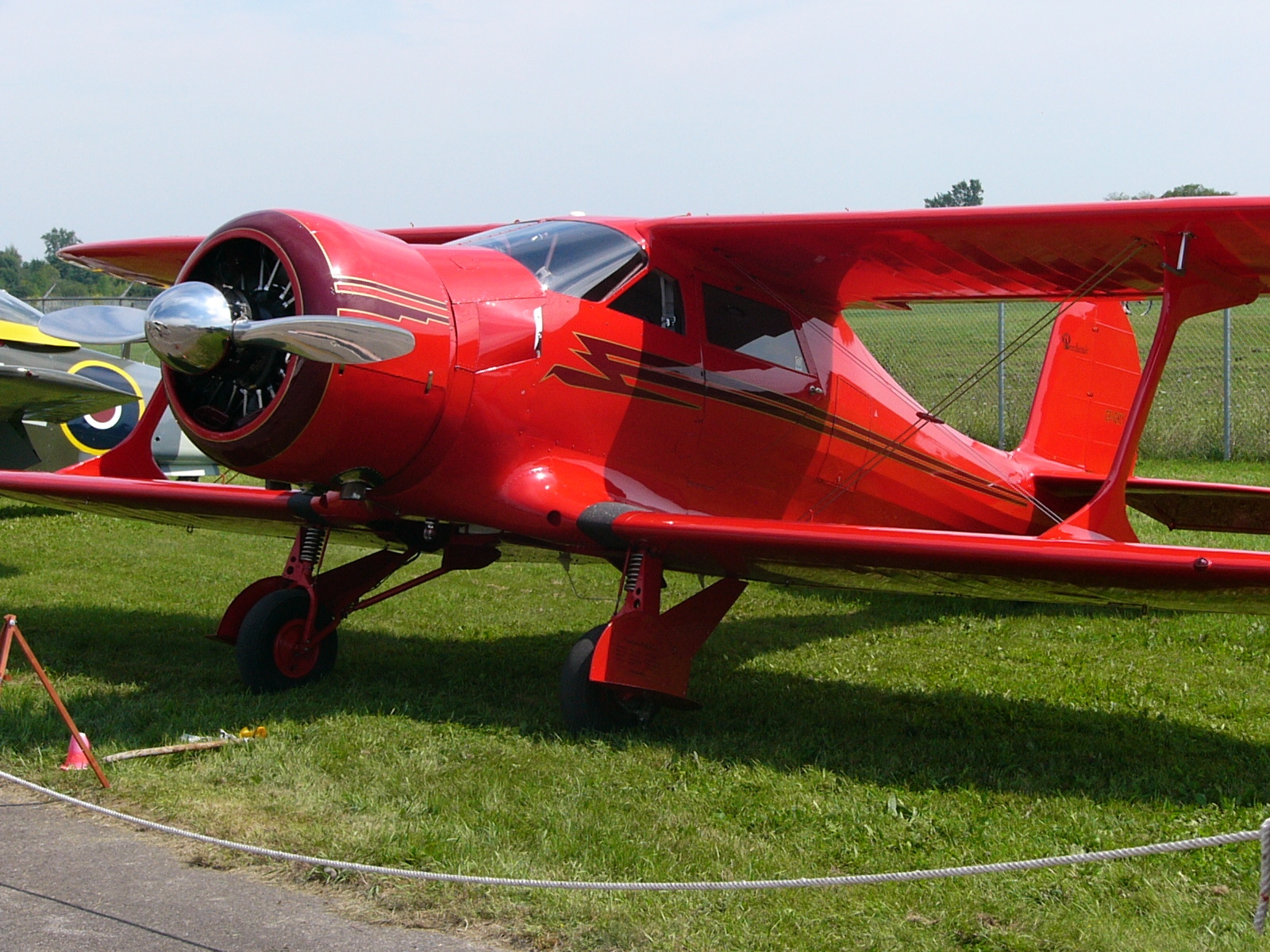
Beechcraft D17S Staggerwing

Le Beechcraft Model 17 Staggerwing est un biplan américain avec un décalage négatif atypique (l'aile du bas est plus en avant que l'aile supérieure). Il est construit par Beechcraft. Conçu par T. A. Wells, il a volé pour la première fois le 4 novembre 1932. Il a été introduit en 1933 et fut produit pendant 16 ans, jusqu'en 1949, ce qui a porté le nombre d'exemplaires à 785 avions. Il a principalement été exploité par le secteur privé et par la United States Army Air Forces. Son coût à l'unité fut de 14 000 à 17 000 dollars en 1933 et de 29 000 dollars en 1949.

## Développement
Au sommet de la Grande Dépression de 1929, le cadre aéronautique Walter H. Beech et le concepteur d'avions T. A. Ted Wells décidèrent de collaborer sur un projet maintes fois considéré comme imprudent : un biplan puissant, grand et rapide. Le Beechcraft Model 17, populairement connu par Staggerwing a volé pour la première fois le 4 novembre 1932, fixant ainsi les critères pour les futurs avions à passagers dans les années à venir.

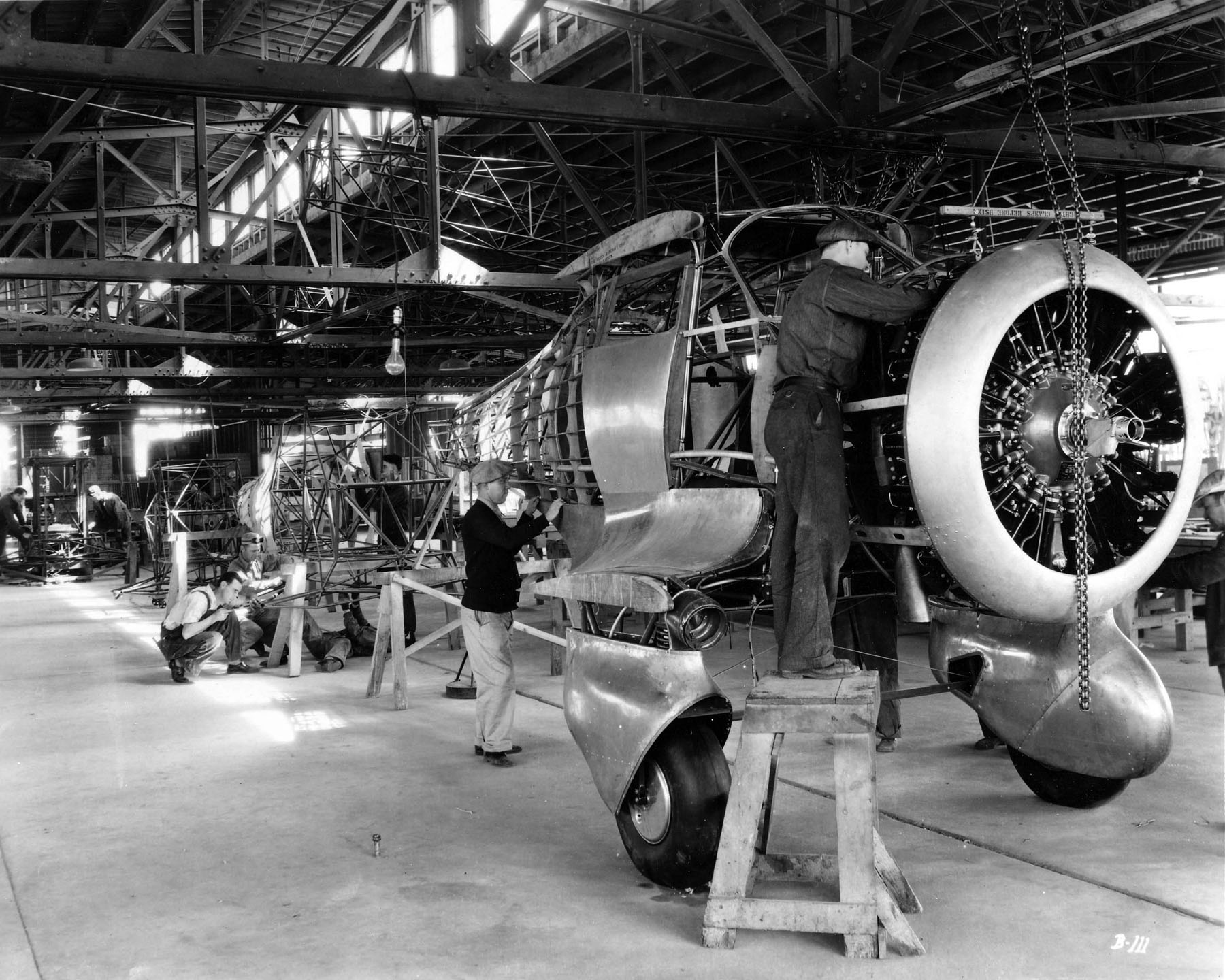
Ligne de montage au début de la production du Staggerwing.

La configuration des ailes de ce biplan - l'aile supérieure décalée vers l'arrière par rapport à l'aile inférieure - et sa forme unique résultent d'une conception offrant une vision maximale au pilote et minimisant la tendance au décrochage. La construction de l'avion fut complexe et la finition exigea beaucoup d'heures de travail.
Le train d'atterrissage rétractable du Staggerwing, rare à cette époque, associé à l'utilisation de puissants moteurs en étoile, a permis à ce biplan de réaliser de meilleures performances que les autres avions du même type.
Au milieu des années 1930, Beechcraft a entamé une refonte de l'appareil, qui sera officiellement connu comme le modèle D17 Staggerwing. Le D17 utilisait un fuselage allongé qui améliorait l'atterrissage de l'appareil. Les ailerons furent replacés sur l'aile supérieure, ce qui élimina les interférences avec le débit d'air sur le dispositif hypersustentateur. Le freinage fut amélioré par l'introduction d'un frein à pied synchronisé avec les pédales du gouvernail. Toutes ces modifications ont permis au Staggerwing d'améliorer ses performances, qui passeront plus tard avec succès l'épreuve du service par temps de guerre.

## Histoire opérationnelle
Les ventes démarrèrent lentement au début; les premiers Staggerwing's ayant un prix élevé placé entre 14 000 et 17 000 dollars (le prix dépendant de la taille de l'engin), ce qui découragea les acheteurs potentiels dans un marché déjà dépressif pour l'aéronautique civile. Seuls 18 exemplaires du Model 17 seront vendus en 1933, première année de production, mais les ventes augmenteront de façon irrégulière. Chaque Staggerwing était construit à la main. La cabine luxueuse, entretenue en cuir et en mohair, pouvait contenir jusqu'à cinq passagers. Finalement, le Staggerwing a pris une part plus importante dans le marché de transport de passagers. Au début de la Seconde Guerre mondiale, plus de 424 exemplaires du Model 17 ont été vendus.

### Course aérienne
La vitesse du Staggerwing fit de lui l'enfant-chéri des coureurs des années 1930. Une version précédente du Model 17 gagna le trophée de course Texaco en 1933. En 1935, un diplomate britannique, H.L. Farquhar, fit un tour du monde avec succès dans un Model B17R, faisant ainsi un voyage de 34 331 kilomètres de New York à Londres, via la Sibérie, le Sud-Est de l'Asie, le Moyen-Orient, l'Afrique du Nord et enfin via l'Europe.
Louise Thaden et Blanche Noyes gagnèrent le trophée Bendix en 1936 avec un Model C17R Staggerwing. Thaden a aussi gagné le trophée Harmon pour son accomplissement. Jackie Cochran réalisa le record féminin de vitesse de 330 km/h, à une altitude de 9 144 mètres, et finit troisième lors de la course Bendix Trophy Race en 1937, le tout en volant dans un modèle spécial du D17W Staggerwing. L'aéroplane fit une démonstration impressionnante lors d'une course Bendix de 1938.

### Seconde Guerre mondiale
Alors que la Seconde Guerre mondiale arrivait à l'horizon, un certain nombre de B17L ont été pressentis par les forces de la Seconde République espagnole en tant que bombardiers pendant la guerre civile espagnole. La Chine commanda un certain nombre de Staggerwings pour les utiliser en tant qu'avions ambulanciers dans ses combats contre l'empire du Japon. La Finlande avait un B17L comme avion de liaison entre 1940 et 1945. Le 2 octobre 1941, Beechcraft envoya par bateau un D17S camouflé à Bernhard zur Lippe Biesterfeld, qui était en exil à Londres après l'invasion des Pays-Bas par le IIIe Reich.
Le Beech UC-43 Traveler était une version légèrement modifiée du Staggerwing. À la fin de l'année 1938, trois Model D17S ont été commandés pour une évaluation par la United States Army Air Corps dans le cadre d'une éventuelle utilisation en tant qu'avion de liaison. Ils furent désignés par YC-43. Après un court programme de test aérien, les YC-43 ont été envoyés en Europe pour servir comme avion de liaison à Londres, Paris et Rome.
Tôt dans la Seconde Guerre mondiale, apparut le besoin d'un avion compact pour le transport de passagers ou de courrier et en 1942, la United States Army Air Forces commanda le premier des 270 exemplaires du Model 17 pour servir dans les États-Unis et outre-Atlantique en tant que UC-43. Pour répondre à des besoins urgents en temps de guerre, le gouvernement a également acheté des Staggerwings auprès de propriétaires privés dont 118 de plus pour l'United States Army Air Forces et d'autres pour l'US Navy. Dans le service de la Navy, les avions étaient désignés par GB-1 et GB-2. La Royal Air Force britannique et la Royal Navy reçurent aussi 106 Traveller Mk. I.

### Après-guerre
Après la fin de la guerre, Beechcraft convertit immédiatement ses capacités industrielles à une production d'aéronefs civils avec une version finale du Staggerwing, le Model G17S. Seize avions ont été construits et vendus au prix de 29 000 dollars pièce. Un D17S a été vendu à la Finlande de la part de la Norvège en 1949 et fut utilisé par la Suomen ilmavoimat entre 1950 et 1958. Le Beechcraft Bonanza, un luxueux aéronef pour quatre passagers et avec un poids léger, allait bientôt remplacer le vénérable Staggerwing, à un tiers de son prix environ. Le Bonanza était un peu plus petit, avait un peu moins de puissance, mais pouvait transporter quatre personnes à la même vitesse que le Staggerwing. Le dernier Staggerwing fut vendu en 1948. Il quitta l'usine en 1949, le dernier des 785 exemplaires.

## Opérateurs

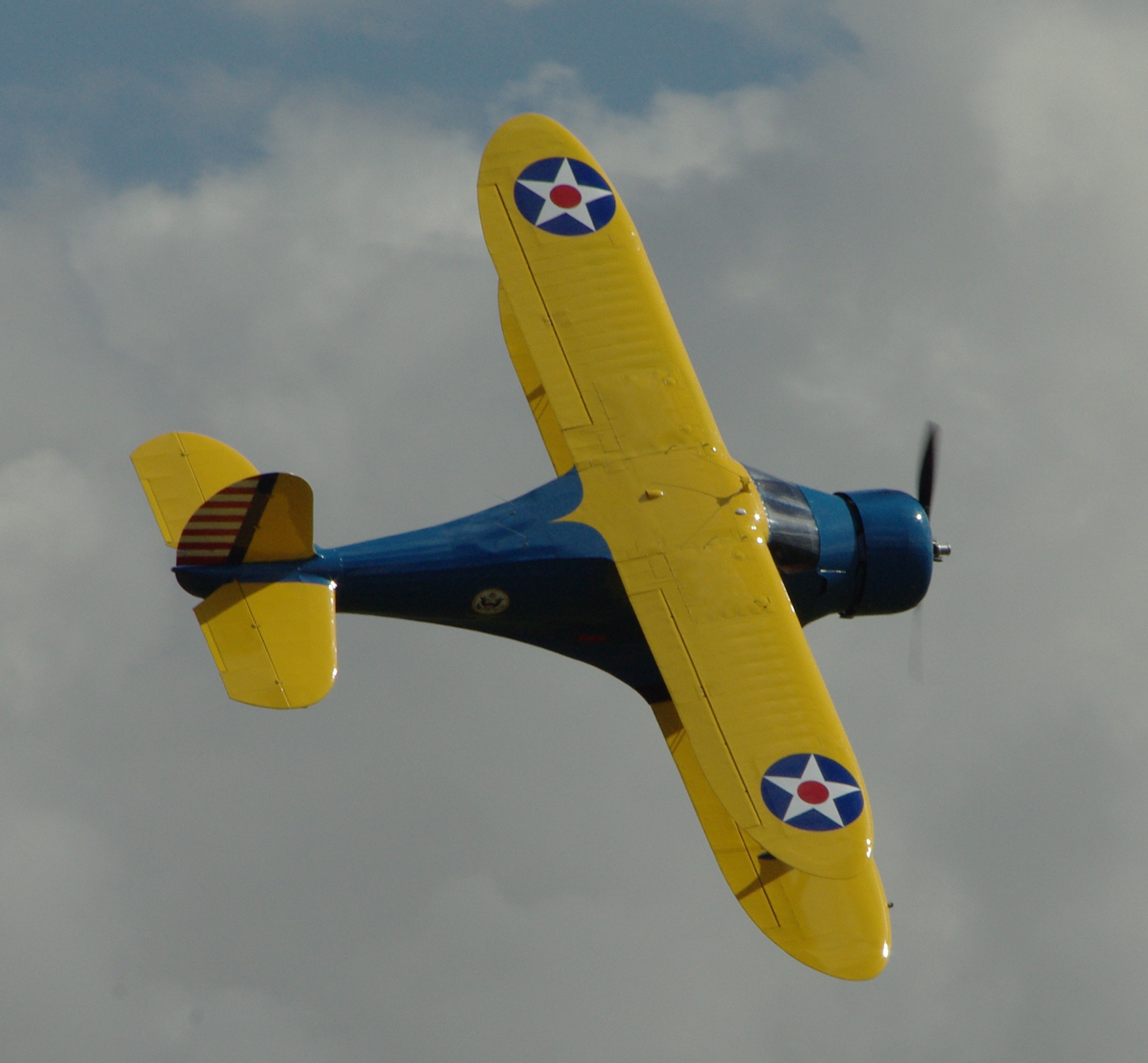
Staggerwing aux couleurs de l'US Army Air Force

Australie
 Finlande
 Allemagne
 Pays-Bas
 Nouvelle-Zélande
- Royal New Zealand Air Force

 Pérou
 Espagne
 Royaume-Uni
- Royal Air Force
- Royal Navy

 États-Unis
- US Army Air Corps
- US Army Air Force
- United States Navy

 Uruguay